# Doctor Arroyo
Doctor Arroyo es una localidad del estado mexicano de Nuevo León. Es cabecera del municipio de Doctor Arroyo.

## Demografía
| Censo | Población |
| ----- | --------- |
| 1900  | 3 275     |
| 1910  | 3 927     |
| 1921  | 3 165     |
| 1930  | 3 046     |
| 1940  | 2 912     |
| 1950  | 3 085     |
| 1960  | 2 455     |
| 1970  | 4 290     |
| 1980  | 5 535     |
| 1990  | 6 025     |
| 1995  | 7 165     |
| 2000  | 7 843     |
| 2005  | 9 229     |
| 2010  | 10 272    |
| 2020  | 11 822    |